# 파이퍼 페라보
파이퍼 페라보(영어: Piper Perabo, 1976년 10월 31일 ~ )는 미국의 배우이다. 《코요테 어글리》등에 출연했다.

## 출연 작품
- 코요테 어글리
- 슬랩 허, 쉬즈 프렌치
- 케이브
- 메이즈 헌터: 살인곰의 습격
- 엔젤 해즈 폴른(Angel Has Fallen)